# Sanzen-in

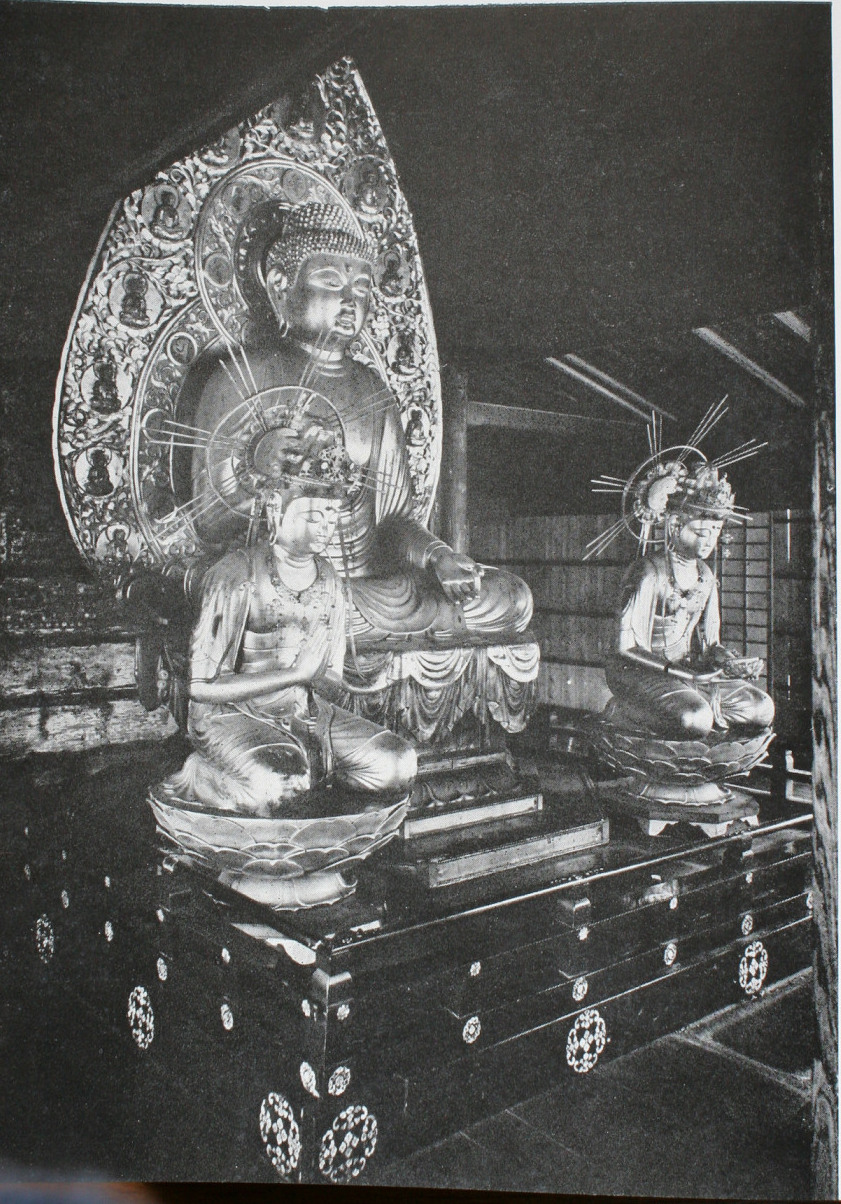
Triade d'Amidaba, bois, feuille d'or sur laque, 233 cm (Amida), 131.8 cm (Kannon) et 130.9 cm (Seishi)

Le Sanzen-in (三千院), aussi appelé Ōjō Gokuraku-in, est un temple bouddhiste de l'école Tendai monzeki situé à Ōhara, Kyoto au Japon. La triade d'Amida Nyorai flanquée de serviteurs datant de l'époque de Heian est un trésor national,. 